# Babenkove, Kirovske
Babenkove (în ucraineană Бабенкове) este un sat în comuna Abrîkosivka din raionul Kirovske, Republica Autonomă Crimeea, Ucraina.

## Demografie
Componența lingvistică a localității Babenkove
     Rusă (74,57%)
     Tătară crimeeană (13,49%)
     Ucraineană (10,39%)
     Alte limbi (0,63%)
Conform recensământului din 2001, majoritatea populației localității Babenkove era vorbitoare de rusă (74,57%), existând în minoritate și vorbitori de tătară crimeeană (13,49%) și ucraineană (10,39%).